# Дејвид Белами
Дејвид Џејмс Белами (енгл. David James Bellamy; Лондон, 18. јануар 1933 — Дарам, 11. децембар 2019) је био енглески ботаничар.
Белами је био аутор и водитељ скоро 400 телевизијских емисија о ботаници, екологији и питањима животне средине. Написао је 45 књига које се баве сличним темама. Био је један од редовних сарадника телевизијских серија Не питајте мене (емитоване у периоду од 1974. до 1978. године) и Don’t Just Sit There (нека врста наставка претходног серијала, приказивана 1979. и 1980. године).
Током 1978. на британској телевизији је био емитован циклус од 10 епизода његове документарне серије The Botanical Man који је 1979. проглашен за „највећи успех у области образовања одраслих у претходној години“.

## 
Циклус документарних емисија под називом The Botanical Man истраживао је улогу човека у природи и процесу еволуције.
1. (27:20) - емитована 17. октобра 1978, емисија је снимана у кишним шумама Јужне Америке, a приказала је, између осталог, становнике једног шумског села и њихов начин живота, као и животни циклус дрвећа које расте у кишним шумама.[7]
2. (18:00) - у другом наставку Белами је посетио Велику раседну долину у Африци, како би покушао да истражи прве кораке у процесу еволуције. Говорио је о хлорофилу, алгама, фотосинтези и померању континената.[8]
3. (30:00) - трећа епизода  истражује екосистем мора. Неке од тема су биле планктони, океанско дно и ритуали парења различитих птица које живе на морској обали.[9]
4. (30:00) - у четвртој епизоди Белами је посетио државу Брунеј на обали Јужног кинеског мора, како би објаснио прелазак живота из мора на копно. Приказане су потковичасте крабе, приобалне мочваре, целулоза, симбиоза (мрави и биљке месождерке), папрати и њихова репродукција и налазишта нафте.[10]
5. (30:00) - новозеландски национални парк Тонгариро је дестинација одабрана за анализу изолације и резултујућег јединственог екосистема. Поред померања континената, теме су биле и примитивни рептили, алге, четинари и улога птица у процесу опрашивања.[11]
6. (28:00) - шеста епизода снимљена је у екваторијалном подручју Еквадора и у њој је истраживана еколошка разноликост и прилагодљивост биљака и животиња које ту живе. Између осталог, приказане су биљке које расту у тропским шумама, колибри у процесу полинације, бамбус, биљка из које се издваја кинин, пијаца у Андима и биљни свет који живи на надморској висини од 4.000 и 5.000 метара.[12]
7. (30:00) - Белами је посетио Канаду истражујући улогу леденог доба у еволуцији. Неке од тема су биле пермафрост, лишаји, арктичка чигра и Нијагарини водопади.[13]
8. (30:00) - осма епизода снимљена је у Индији и бави се тропским кишним шумама и раним пољопривредним методама које је користило човечанство. Белами у њој објашњава елувијални процес, пољопривредну револуцију, слободно време које је њена последица и формирање пустиња.[14]
9. (28:00) - како би истражио процес изумирања врста, Белами је пловио Индијским океаном. Гледаоцима је било објашњено како је настало корално острво Алдабра, као и навике и ритуал парења алдабранске џиновске корњаче. На Маурицијусу је посетио музеј посвећен птици додо, и приказао још неке угрожене животињске врсте.[15]
10. (30:00) - Последња епизода снимљена је у Јужној Калифорнији и Мексику и бави се истраживањем модерне цивилизације и разматрањем шта у будућности чека човечанство. Између осталог, у епизоди је приказан део говора тадашњег америчког председника Џимија Картера.[16]